# Partido Libertario (Estados Unidos)
El Partido Libertario (en inglés: Libertarian Party) es un partido político libertario de los Estados Unidos. Fue fundado el 11 de diciembre de 1971 por Murray Rothbard y David Nolan.
El partido generalmente promueve una plataforma liberal clásica, en contraste con el liberalismo y el progresismo modernos del Partido Demócrata y el conservadurismo del Partido Republicano. Entre sus promesas electorales está conseguir la mínima intervención económica del Estado, la desregulación total y una drástica reducción de impuestos. Gary Johnson, el candidato presidencial del partido en 2012 y 2016, afirma que el Partido Libertario es culturalmente más liberal que los demócratas y fiscalmente más conservador que los republicanos. Sus posiciones de política fiscal incluyen la reducción de impuestos, la abolición de la Servicio de Impuestos Internos (IRS), reducir la deuda nacional, permitir a las personas optar por no participar en el Seguro Social y eliminar el estado de bienestar, en parte mediante la utilización de organizaciones benéficas privadas. Sus posiciones de política cultural incluyen poner fin a la prohibición de las drogas ilegales, abogar por la reforma de la justicia penal, apoyar el matrimonio entre personas del mismo sexo, poner fin a la pena capital y apoyar los derechos de propiedad de armas.
A partir de 2021, es el tercer partido político más grande de los Estados Unidos por registro de votantes. En las elecciones de 2020, los libertarios obtuvieron un escaño en la Cámara de Representantes de Wyoming, lo que les dio su primera victoria legislativa estatal desde el año 2000. En agosto de 2022, hay 310 libertarios que ocupan cargos electos, siendo 193 de ellos cargos partidistas y 117 de ellos cargos no partidistas.

## Historia
La primera Convención Nacional Libertaria se celebró en junio de 1972. En 1978, Dick Randolph de Alaska se convirtió en el primer legislador estatal libertario elegido. Después de las elecciones federales de 1980, el Partido Libertario asumió el título de ser el tercer partido más grande por primera vez después de que el Partido Independiente Americano y el Partido Conservador de Nueva York (los otros partidos menores más grandes en ese momento) siguieron disminuyendo. En 1994, más de 40 libertarios fueron elegidos o nombrados, lo que era un récord para el partido en ese momento. 1995 vio una membresía creciente y el registro de votantes para el partido. En 1996, el Partido Libertario se convirtió en el primer tercero para obtener el estado de boleta en los 50 estados, dos elecciones presidenciales seguidas. A finales de 2009, 146 libertarios ocupaban cargos electos.
Tonie Nathan, postulándose como candidata a la vicepresidencia del Partido Libertario en las elecciones presidenciales de 1972 con John Hospers como candidata presidencial, fue la primera candidata en los Estados Unidos en recibir un voto electoral. 
El candidato presidencial del Partido Libertario de las elecciones de 2012, el exgobernador de Nuevo México, Gary Johnson, recibió el mayor número de votos, más de 1.2 millones, de cualquier candidato presidencial libertario en ese momento. Fue nombrado nuevo presidente en 2016, esta vez eligiendo al exgobernador de Massachusetts William Weld como su compañero de fórmula. Johnson / Weld rompió el récord libertario de un boleto presidencial, obteniendo más de 4.4 millones de votos. Tanto Johnson como la candidata del Partido Verde de los Estados Unidos, Jill Stein recibió significativamente más cobertura de noticias en 2016 de lo que suelen obtener los candidatos de terceros y las encuestas muestran que ambos candidatos potencialmente aumentan su apoyo durante las últimas elecciones, especialmente entre los votantes más jóvenes.

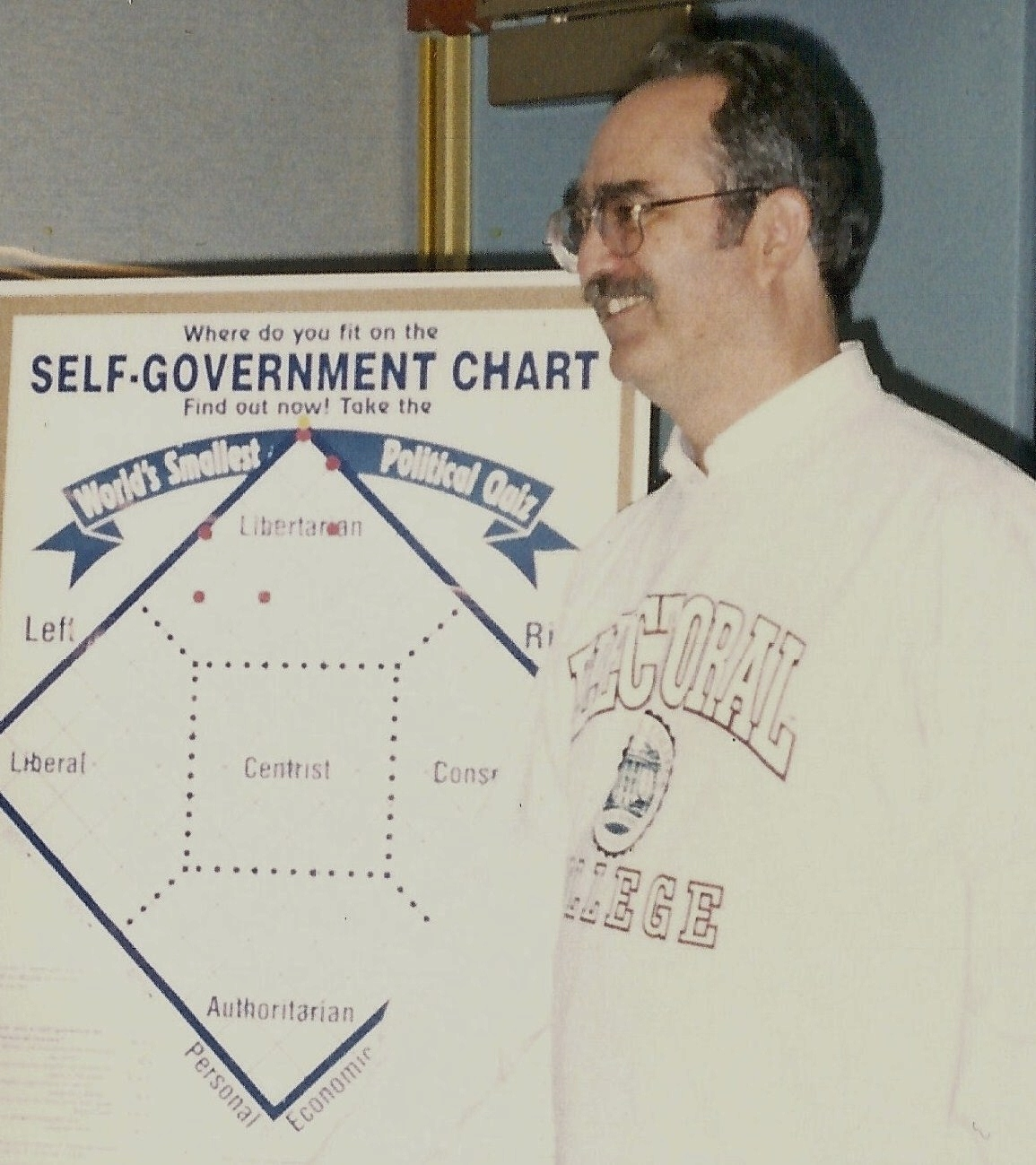
David Nolan, fundador del Partido Libertario, con el Gráfico de Nolan

El Partido Libertario ha tenido un éxito electoral significativo en el contexto de las legislaturas estatales y otras oficinas locales. Tres libertarios fueron elegidos para la Cámara de Representantes de Alaska entre 1978 y 1984 y otros cuatro para el Tribunal General de New Hampshire en 1992. Neil Randall, un libertario, ganó las elecciones para la Cámara de Representantes de Vermont en 1998, como candidato de fusión de los partidos Republicano y Libertario, marcando la última vez hasta la fecha que un libertario fue elegido para una legislatura estatal. El Representante del Estado de Rhode Island, Daniel P. Gordon, fue expulsado de los republicanos y se unió al Partido Libertario en 2011. En julio de 2016 y junio de 2017, los libertarios empataron su pico máximo de cuatro legisladores en 1992 cuando cuatro legisladores estatales de cuatro estados diferentes dejaron el Partido Republicano para unirse al Partido Libertario: el asambleísta de Nevada John Moore en enero Senador de Nebraska Laura Ebke (aunque la Legislatura de Nebraska es oficialmente no partidista) y el representante de New Hampshire Max Abramson en mayo y el senador de Utah Mark B. Madsen en julio. En el ciclo electoral de 2016, Madsen y Abramson no se postuló para la reelección a sus respectivas oficinas, mientras que Moore perdió su carrera después de que el Partido Libertario lo censuró oficialmente por su apoyo a la financiación del estadio de los contribuyentes. Ebke no iba a ser reelegido en 2016. El Representante de New Hampshire Caleb Q. Dyer cambió la afiliación del partido al Partido Libertario del Partido Republicano en febrero de 2017. El Representante de New Hampshire Joseph Stallcop cambió la afiliación del partido al Partido Libertario del Partido Demócrata en mayo de 2017. Legislador estatal de New Hampshire Brandon Phinney se unió al Partido Libertario del Partido Republicano en junio de 2017, el tercero en hacerlo en 2017 y coincidió con sus picos de legisladores estatales libertarios en 1992 y 2016.

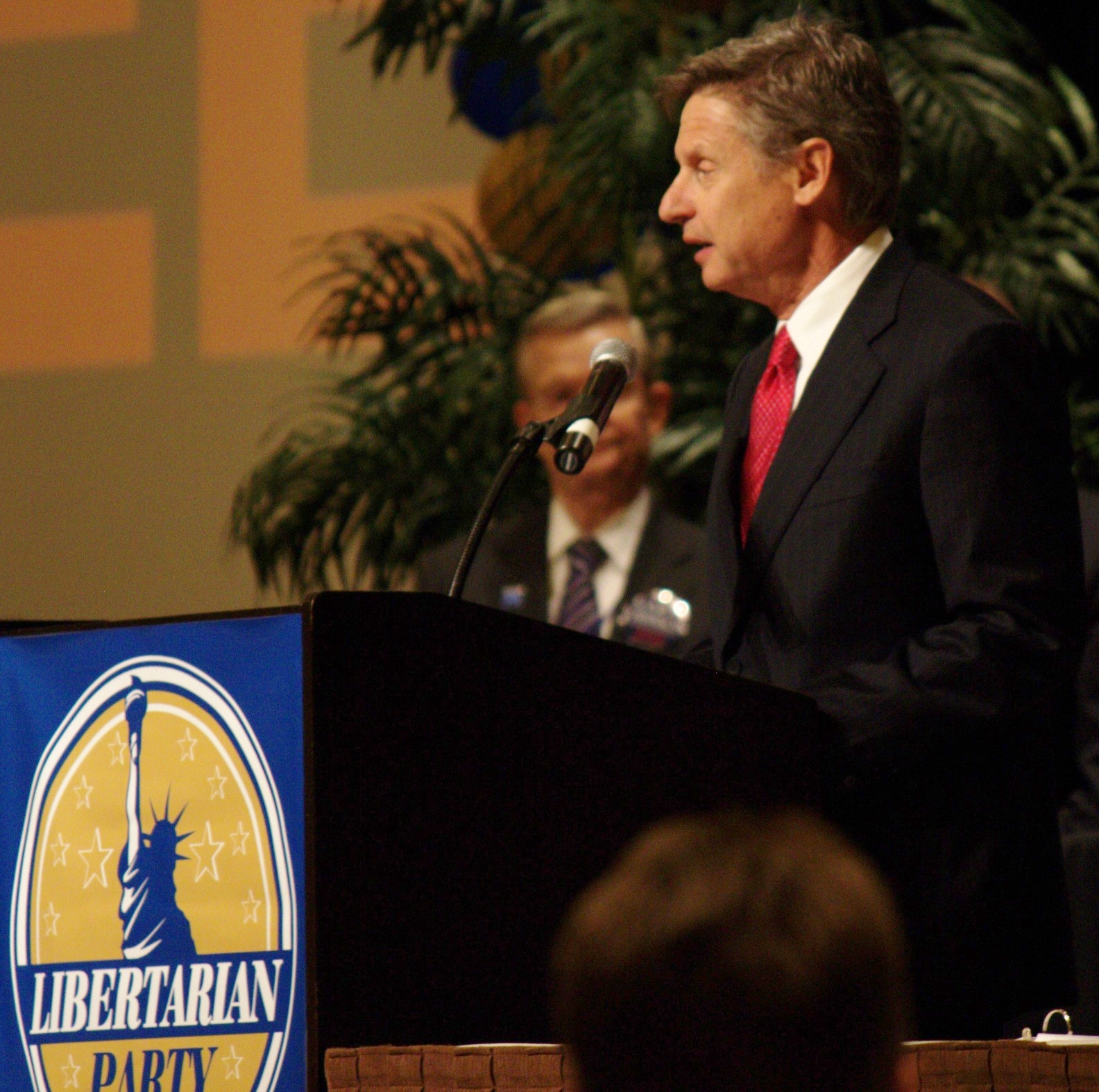
El exgobernador Gary Johnson durante las elecciones presidenciales de 2012

En enero de 2018, el comisionado de tierras públicas de Nuevo México, Aubrey Dunn Jr., cambió la afiliación del partido republicano al partido libertario, convirtiéndose en el primer titular de un cargo libertario a nivel estatal en la historia. 
En abril de 2020, el representante Justin Amash de Míchigan se convirtió en el primer miembro libertario del Congreso después de abandonar el Partido Republicano y pasar tiempo como independiente.En junio de 2020, Amash, junto con Ayanna Pressley del Partido Demócrata, presentó la Ley para Poner Fin a la Inmunidad Cualificada en respuesta al asesinato de George Floyd a manos de un policía de Minneapolis. El proyecto de ley fue el primero en obtener el apoyo de miembros de los partidos Demócrata, Republicano y Libertario en la historia del Congreso de los Estados Unidos.

### Acuerdo de Dallas
El Acuerdo de Dallas es un acuerdo implícito que se realizó en la Convención Nacional Libertaria de 1974 como un compromiso entre las facciones minarquistas más grandes y las facciones anarcocapitalistas más pequeñas al adoptar una plataforma que explícitamente no decía si era deseable que el Estado existiera.
El propósito de este acuerdo era convertir al Partido Libertario en una "gran carpa" que acogería a grupos de personas ideológicamente más diversos interesados en reducir el tamaño y el alcance del gobierno. En consecuencia, la plataforma de 1974 incluía una "Declaración de Principios" que se centraba en declaraciones que abogaban por sacar al gobierno de diversas actividades, y utilizaba frases como "donde existan gobiernos, no deben violar los derechos de ningún individuo". La versión anterior de la Declaración de Principios adoptada en la primera convención del partido en 1972, en cambio, respaldaba afirmativamente la perspectiva minarquista con declaraciones como "Dado que el gobierno tiene sólo una función legítima, la protección de los derechos individuales...".Se acordó que el tema del anarquismo ni siquiera estaría sobre la mesa de discusión hasta que se lograra un gobierno limitado.
Durante la Convención Nacional Libertaria de 2006, los delegados eliminaron una gran parte de la plataforma, que era muy detallada. Se añadió la frase "El gobierno existe para proteger los derechos de cada individuo, incluida la vida, la libertad y la propiedad".Los opositores describieron este hecho como la "Masacre de Portland". Algunos interpretaron que esto significaba que el Acuerdo de Dallas estaba muerto.
Dentro del partido siguen estando en disputa si el Acuerdo de Dallas sigue vigente y, en caso afirmativo, si debería seguir vigente o qué límites impone a las declaraciones públicas del partido o a sus candidatos.

### Victoria del Caucus Mises
En la Convención Nacional Libertaria de 2022, los miembros del Caucus Mises, un grupo paleolibertario afiliado a las creencias de Ron Paul, organizaron con éxito una toma de control del Partido Libertario, logrando que más de dos tercios de los delegados fueran miembros del Caucus y moviendo el partido en una dirección hacia la derecha.El caucus logró que sus miembros fueran elegidos para arrasar en puestos de liderazgo, incluidos Angela McArdle como presidenta y Joshua Smith como vicepresidente.La convención de 2022, una convención no electoral, tuvo un número inusualmente alto de delegados, siendo el último número registrado para una convención no electoral, en 2006, de solo 300 delegados, la convención de 2022 vio más de 1000 delegados. Después de la toma de control, los miembros no afiliados a Mises se retiraron y criticaron al grupo por carecer de ortodoxia libertaria, así como por varias declaraciones racistas que el Caucus había hecho en el pasado.Los miembros más ardientes del partido comenzaron a dividirse, y Pensilvania, el estado con más funcionarios libertarios electos, vio a un miembro de línea dura afiliado a Mises, Rob Cowburn, ser nombrado presidente, lo que resultó en que los disidentes se dividieran para formar el Partido Keystone de Pensilvania.
Después de que el Partido Libertario dominado por Mises adoptara el divorcio nacional como parte de los gritos de guerra oficiales del partido, los miembros más moderados del partido comenzaron a amotinarse y los afiliados libertarios estatales en Nuevo México y Virginia se desafiliaron del partido nacional y, en el caso de Virginia, se disolvieron.El partido en Nuevo México también destacó que, según los estatutos del PL, nunca puede haber más de dos puestos ejecutivos revocados en una sola convención, lo que hace que la barrida de Mises sea ilegal.El partido dominado por Mises cambió rápidamente los estatutos después de su barrida para enmendar esto.Después de que los libertarios afiliados a Mises en Virginia reformaran su rama del partido y rápidamente vieron el respaldo del partido nacional, los disidentes formaron un grupo escindido, el Partido Liberal Clásico de Virginia.Además, el partido de Massachusetts, la Asociación Libertaria de Massachusetts, se desafilió, pero los partidarios de la línea dura de Mises formaron el Partido Libertario de Massachusetts, que el partido nacional reconoció como la rama libertaria oficial en el estado.Mises también pudo bloquear la desafiliación del partido de New Hampshire.
El Partido Liberal de Estados Unidos se formó oficialmente el 3 de diciembre de 2022 como un comité nacional del partido entre los partidos de Massachusetts y Nuevo México, y las escisiones de Virginia.El primer objetivo del partido fue organizar una convención nacional para la nominación de candidatos a presidente y vicepresidente de los Estados Unidos, y expandirse a más estados.

## Nombre y símbolos
En 1972, "Partido Libertario" fue elegido como el nombre del partido, seleccionado sobre "Partido Nueva Libertad". El primer eslogan oficial del Partido Libertario fue " No hay tal cosa como un almuerzo gratis " (abreviado "TANSTAAFL"), una frase popularizada por Robert A. Heinlein en su novela de 1966 La Luna es una cruel amante, a veces denominado "un manifiesto para una revolución libertaria". El lema actual del partido es "El partido del principio". 
También en 1972, el "Libersign", una flecha que se inclina hacia arriba a través de la abreviatura "TANSTAAFL", fue adoptado como un símbolo del partido. A finales de la década, esto fue reemplazado por Lady Liberty hasta 2015, con la adopción del logotipo actual "Torch Eagle". 
En la década de 1990, varios partidos libertarios estatales adoptaron el Liberty Penguin ("LP") como su mascota oficial. Otra mascota es el puercoespín libertario, un icono diseñado originalmente por Kevin Breen en marzo de 2006 e inspirado en el logotipo del Free State Project (FSP).

## Estructura y composición
El Partido Libertario es gobernado democráticamente por sus miembros, con partidos afiliados estatales que celebran convenciones anuales o bienales en las cuales los delegados son elegidos para asistir a la convención nacional bienal del partido. Los delegados de la convención nacional votan sobre los cambios en la plataforma y los estatutos nacionales del partido y eligen a los oficiales y representantes "At-Large" para el Comité Nacional del partido. El Comité Nacional también tiene "Representantes Regionales", algunos de los cuales son nombrados por grupos delegados en la convención nacional, mientras que otros son nombrados por los presidentes de los capítulos de afiliados estatales de LP dentro de una región.

### Comité Nacional Libertario
El Comité Nacional Libertario (LNC) es un cuerpo de 27 miembros que incluye suplentes, o 17 miembros con derecho a voto y actualmente está presidido por Nicholas Sarwark. El Comité Nacional Libertario (LNC) es responsable de supervisar las operaciones diarias del Partido Libertario y su oficina y personal nacional. Dan Fishman es actualmente el director Ejecutivo del Partido Libertario.

### Capítulos estatales
El Partido Libertario está organizado en los 50 estados y el Distrito de Columbia. Cada afiliado estatal tiene un comité de gobierno, que generalmente consiste en oficiales estatales elegidos por miembros del partido estatal y representación regional de un tipo u otro. Del mismo modo, los comités de condado, pueblo, ciudad y barrio, donde se organizan, generalmente consisten en miembros elegidos a nivel local. Los comités estatales y locales a menudo coordinan las actividades de campaña dentro de su jurisdicción, supervisan las convenciones locales y, en algunos casos, las primarias o los comités y pueden desempeñar un papel en la nominación de candidatos para cargos electos según la ley estatal.

### Membresía
Desde el inicio del Partido Libertario, los individuos han podido unirse al partido como miembros votantes al firmar su acuerdo con la promesa de membresía de la organización, que establece que el firmante no aboga por el inicio de la fuerza para lograr objetivos políticos o sociales. A mediados de la década de 1980 y principios de la década de 1990, esta categoría de membresía se denominó membresía "instantánea", pero actualmente se les conoce como "miembros de la firma". A las personas que se unen al partido también se les pide que paguen cuotas, que están en una escala móvil que comienza en $ 25 por año. La membresía de por vida se otorga con una donación de $ 1,500 en un año calendario. Los miembros que pagan las cuotas reciben una suscripción al periódico nacional del partido, LP News. Desde 2006, la membresía en las afiliadas estatales del partido ha estado separada de la membresía en el partido nacional, con cada capítulo estatal manteniendo sus propias listas de membresía.
La mayoría de los derechos para participar en el gobierno del partido se limitan a los "miembros que sostienen los estatutos" que compraron una membresía de por vida o donaron al menos $ 25 durante el año pasado. La mayoría de los estados partes mantienen una membresía separada, que puede estar vinculada al pago de cuotas al estado parte o al registro de votantes como libertario, según las leyes electorales del estado.

## Plataforma
El preámbulo describe los objetivos del partido: "Como libertarios, buscamos un mundo de libertad; un mundo en el que todos los individuos sean soberanos sobre sus propias vidas y nadie se vea obligado a sacrificar sus valores en beneficio de los demás. [...] Nuestro objetivo es nada más y nada menos que un mundo liberado en nuestra vida, y es con este fin que tomamos estas posiciones ". Su Declaración de Principios comienza: "Nosotros, los miembros del Partido Libertario, desafiamos el culto al estado omnipotente y defendemos los derechos del individuo". La Declaración de Principios es fundamental para la ideología del partido y fue creada específicamente para obligar al partido a ciertos principios básicos con una alta carga parlamentaria para cualquier enmienda.
La plataforma enfatiza la libertad individual en los asuntos personales y económicos, la evitación de "enredos extranjeros" y la intervención militar y económica en los asuntos de otras naciones, y el libre comercio y la migración. El partido se opone al control de armas. Exige limitaciones constitucionales al gobierno, así como la eliminación de la mayoría de las funciones estatales. Incluye una sección de "autodeterminación" que cita la Declaración de Independencia y lee: "Cada vez que cualquier forma de gobierno se vuelve destructiva de la libertad individual, es el derecho de las personas alterarla o abolirla, y acordar un nuevo gobierno que les parezca más probable que proteja su libertad". También incluye una sección de "Omisiones" que dice: "Nuestro silencio sobre cualquier otra ley, regulación, ordenanza, directiva, edicto, control, agencia reguladora, actividad o maquinado del gobierno en particular no debe interpretarse como una aprobación".
El partido favorece mercados mínimamente regulados, un gobierno federal menos poderoso, fuertes libertades civiles (incluidos los derechos LGBT, con el partido que apoya el matrimonio entre personas del mismo sexo), la liberalización de las leyes de drogas, la separación de la iglesia y el estado, la inmigración abierta, el principio de no intervención y neutralidad en las relaciones diplomáticas, libre comercio y libertad de circulación a todos los países extranjeros y una república más representativa. En 2018, el Partido Libertario se convirtió en el primero en los Estados Unidos en pedir la despenalización del trabajo sexual. La posición del partido sobre el aborto es que el gobierno debería mantenerse alejado del asunto y dejarlo en manos del individuo, pero reconoce que algunas opiniones de "buena fe" sobre este tema son diferentes. Ron Paul, uno de los ex nominados presidenciales del Partido Libertario en 1988, es estrictamente próvida. Gary Johnson, el candidato presidencial del partido en 2012 y 2016, está a favor del aborto, al igual que la mayoría de los nominados anteriores del partido además de Ron Paul.
La Declaración de Principios fue escrita por John Hospers. Los estatutos del Partido Libertario especifican que se requiere una supermayoría de delegados 7/8 para cambiar la Declaración de Principios. Cualquier plataforma de plataforma propuesta encontrada por el Comité Judicial en conflicto con la Declaración requiere la aprobación de una supermayoría de tres cuartos de la mayoría de los delegados. Los primeros debates de la plataforma incluyeron en la primera convención si apoyar la resistencia fiscal y en la convención de 1974 si apoyar el anarquismo. En ambos casos, se llegó a un compromiso.

## Tamaño e influencia

### Rendimiento del candidato presidencial
El primer candidato presidencial libertario, John Hospers, recibió un voto electoral en 1972 cuando Roger MacBride, un elector sin fe republicano de Virginia se comprometió con Richard Nixon, emitió su voto para el boleto libertario. Su voto por Theodora ("Tonie") Nathan como vicepresidente fue el primer voto de la universidad electoral que se emitió para una mujer en las elecciones presidenciales de los Estados Unidos. MacBride se convirtió en el candidato libertario en 1976. Esta fue la última vez que el Partido Libertario ganó un voto electoral hasta 44 años después, en las elecciones presidenciales de 2016, cuando Texas el elector republicano infiel Bill Greene, quien se comprometió a emitir su voto por Donald Trump, emitió su voto por el miembro del Partido Libertario, el candidato presidencial de 1988 y el excongresista republicano Ron Paul para presidente. 
Durante las elecciones presidenciales de 2016, Gary Johnson y el candidato a la vicepresidencia William Weld recibieron un porcentaje récord del 3.29% del voto popular (4,489,233 votos), obteniendo el 9.34% en Nuevo México, donde Johnson había sido elegido previamente gobernador. En las elecciones presidenciales de 2012, Gary Johnson y su compañero de fórmula Jim Gray recibieron 1.275.821 votos (1%). 
| Partido                 | Partido                                | Candidato                              | Votos                        | %      | ±      |
| ----------------------- | -------------------------------------- | -------------------------------------- | ---------------------------- | ------ | ------ |
|                         | Partido Republicano (Estados Unidos)   | Donald Trump                           | 62,985,105                   | 45,94% | -0,7%  |
|                         | Partido Demócrata (Estados Unidos)     | Hillary Clinton                        | 65,853,625                   | 48,03% | -3,3%  |
|                         | Partido Libertario (Estados Unidos)    | Gary Johnson                           | 4,489,233                    | 3,27%  | + 2.3% |
|                         | Partido Verde de los Estados Unidos    | Jill Stein                             | 1,457,222                    | 1,06%  | + 0.7% |
|                         | Otros                                  | Otros                                  | 2,313,258                    | 1,68%  | + 1.0% |
| Pluralidad              |                                        |                                        |                              |        |        |
| Participación electoral | Participación electoral                | Participación electoral                | 134,754,939                  | 100%   |        |
|                         | Ganancia republicana de los demócratas | Ganancia republicana de los demócratas | Análisis de cambio electoral |        |        |

### Obtención de la boleta electoral el estado
Históricamente, los libertarios han logrado el acceso a las papeletas de 50 estados para su candidato presidencial cuatro veces: en 1980, 1992, 1996 (en 2000, L. Neil Smith estaba en la papeleta de Arizona en lugar del candidato, Harry Browne) y más recientemente en 2016. 
En abril de 2012, el Partido Libertario de Nebraska presionó con éxito para una reforma en el acceso a la boleta electoral con la nueva ley que exige que los partidos vuelvan a calificar cada cuatro años en lugar de dos. Después de las elecciones de 2012, el partido ganó el estado de votación automática en 30 estados. 
Después de las elecciones de 2016, el partido anunció que había alcanzado el estado de votación automática en 37 o 38 estados más el Distrito de Columbia.

### Partidarios del partido
En el Partido Libertario, algunos donantes no son necesariamente "miembros" porque el partido desde su fundación en 1972 ha definido a un "miembro" como alguien que está de acuerdo con la declaración de membresía del partido. El lenguaje preciso de esta declaración se encuentra en los Estatutos del partido. A fines de 2017, había 138,815 estadounidenses que habían registrado la declaración de membresía. Una encuesta realizada por David Kirby y David Boaz encontró que un mínimo del 14 por ciento de los votantes estadounidenses tienen puntos de vista libertarios. 
Hay otra medida que la parte usa internamente también. Desde su fundación, el partido ha asignado escaños de delegados a su convención nacional en función del número de miembros en cada estado que han pagado cuotas mínimas (con delegados adicionales otorgados a los afiliados estatales por un buen desempeño al ganar más votos de lo normal para el candidato presidencial del partido) Este es el número más utilizado por los activistas del partido. A diciembre de 2017, el Partido Libertario informó que había 14,445 miembros donantes. 
Históricamente, las cuotas fueron de $ 15 durante la década de 1980 y en 1991 se incrementaron a $ 25. Entre el 1 de febrero de 2006 y el cierre de la convención del partido libertario de 2006 el 31 de mayo de 2006, las cuotas se fijaron en $ 0. Sin embargo, el cambio a cuotas de $ 0 fue controvertido y fue revertido de facto por la Convención Nacional Libertaria de 2006 en Portland, Oregón, en la cual los miembros restablecieron una categoría básica de cuotas de $ 25 (ahora llamada membresía sostenida) y añadieron una requisito de que todos los funcionarios del Comité Nacional deben ser al menos miembros de mantenimiento (lo cual no era requerido antes de la convención).

### Votantes registrados
El experto en acceso a boletas y editor de Ballot Access News, Richard Winger, compila y analiza periódicamente las estadísticas de registro de votantes según lo informado por las agencias estatales de votación, e informa que, a principios de 2020, el partido ocupó el tercer lugar en el registro de votantes a nivel nacional con 609,234.

### Victorias electorales
Los libertarios han tenido un éxito limitado en la elección de candidatos a nivel estatal y local. Desde la creación del partido, 10 libertarios han sido elegidos para las legislaturas estatales y algunos otros legisladores estatales han cambiado de partido después de haber sido elegidos originalmente como republicanos o demócratas. El candidato libertario más reciente elegido para una legislatura estatal fue Steve Vaillancourt para la Cámara de Representantes de New Hampshire en el año 2000. El partido eligió a múltiples legisladores en New Hampshire durante la década de 1990 y en Alaska durante la década de 1980. Andre Marrou, uno de los legisladores estatales de Alaska del partido, fue nominado para Vicepresidente en 1988 y para Presidente en 1992. 
A partir de 2017, había 168 libertarios que ocupaban cargos electos: 58 de ellos cargos partidistas y 110 de ellos cargos no partidistas. Además, algunos miembros del partido, que fueron elegidos para un cargo público en otras líneas del partido, retuvieron explícitamente su membresía en el Partido Libertario y estos incluyen al ex Representante Ron Paul, quien ha declarado en repetidas ocasiones que sigue siendo un miembro vitalicio del Partido Libertario.
Anteriormente, el partido ha tenido cuatro miembros en funciones de las legislaturas estatales. Laura Ebke sirvió en la legislatura no partidista de Nebraska y anunció su cambio de republicana a libertaria en 2016. Tres miembros de la Cámara de Representantes de New Hampshire que fueron elegidos republicanos o demócratas en las elecciones de 2016 anunciaron su cambio a Partido Libertario en 2017. 
El senador estatal Mark B. Madsen de Utah anunció su cambio de republicano a libertario en 2016, pero tampoco buscó la reelección ese año. El representante estatal Max Abramson de New Hampshire cambió de republicano a libertario antes de postularse como candidato a gobernador del partido en 2016 en lugar de buscar la reelección. El representante estatal John Moore de Nevada cambió brevemente de partido, pero fue derrotado para la reelección en 2016. 
Aubrey Dunn Jr., el Comisionado de Tierras Públicas de Nuevo México, cambió su registro de votante de republicano a libertario en enero de 2018. Al hacerlo, Dunn se convirtió en el primer funcionario elegido para un cargo partidista estatal en tener registro de votantes libertarios.

### Los mejores resultados en las principales carreras
Algunos candidatos libertarios para cargos estatales han tenido un desempeño relativamente fuerte en las carreras estatales. En 2016, Joe Miller obtuvo el 29.1% de los votos en una carrera por el Senado de cuatro vías en Alaska, la mejor para un candidato libertario en una elección del Senado. En 2012, Mike Fellows, el candidato del Partido Libertario en Montana para el puesto estatal de Secretario de la Corte Suprema, recibió el 43% de los votos como el único oponente del candidato demócrata Ed Smith, ganando 27 de los 56 condados del estado. Este fue el mejor que un candidato libertario haya encuestado porcentualmente para una oficina estatal. En 1982, Dick Randolph obtuvo el 15% de los votos en su carrera por el gobernador de Alaska.
En las elecciones de 1992 para el senador de Nueva York, Norma Segal recibió 108,530 votos o 1.68%, que fue mayor que la diferencia entre el titular republicano Alphonse D'Amato (49.03%) y el retador demócrata Robert Abrams (47.78%). En dos elecciones al Senado de Massachusetts ( 2000 y 2002 ), las candidatas libertarias Carla Howell y Michael Cloud, que no enfrentaron serios contendientes republicanos (en 2002, el candidato no logró votar), recibieron un récord del partido del 12% y 18% respectivamente. En la carrera por el Senado de los Estados Unidos 2006 en Indiana, que carecía de un candidato demócrata, Steve Osborn recibió el 13% de los votos. En 2012 Joel Balam estableció un récord para el mayor porcentaje de los votos en una elección de la Cámara, que se postuló en el tercer distrito del Congreso de Kansas contra el titular republicano Kevin Yoder sin un oponente demócrata y recibió el 32% de los votos (recibió 92,675 votos) según los registros oficiales de votación del estado de Kansas). En 2002, Ed Thompson, el hermano del exgobernador de Wisconsin Tommy Thompson, recibió el 11% de los votos (el tercer mejor resultado libertario para gobernador) postulándose para el mismo cargo, lo que resulta en un asiento en la junta electoral estatal para el Partido Libertario. En 2008, el candidato de la Comisión de Servicio Público del Partido Libertario de Georgia, John Monds, se convirtió en el primer libertario de la historia en obtener 1.076.726 votos (33%).

### Elección 2016
Una encuesta de opinión de la Universidad de Monmouth realizada el 24 de marzo de 2016 encontró al candidato libertario Gary Johnson en dos dígitos con un 11% contra Donald Trump (34%) y Hillary Clinton (42%) en una carrera a tres bandas mientras que una encuesta de CNN de El 16 de julio de 2016, Gary Johnson encontró con el mejor 13% personal de los votos. Para ser incluido en cualquiera de los tres debates presidenciales principales, un candidato debe votar al menos el 15% en las encuestas nacionales.
Después de la victoria de Donald Trump en las primarias republicanas de Indiana, convirtiéndolo en el presunto candidato republicano, el Partido Libertario recibió un aumento en la atención. Entre las 7 de la tarde del 3 de mayo y las 12 de la noche del 4 de mayo, el Partido Libertario recibió 99 nuevas membresías y un aumento de donantes, así como un aumento en las búsquedas en Google de "Partido Libertario" y "Gary Johnson". El 5 de mayo, Mary Matalin, una estratega política republicana desde hace mucho tiempo, fue noticia cuando cambió de partido para convertirse en libertaria registrada, expresando su disgusto por Donald Trump. El 24 de mayo de 2016, Matalin respaldó al candidato libertario de Misuri Austin Petersen. 
Varios funcionarios electos republicanos declararon públicamente que consideraron votar por el boleto del Partido Libertario en 2016. Eso incluyó al candidato presidencial republicano 2012 Mitt Romney. Había sido una pregunta y preocupación común que el boleto libertario sacaría exclusivamente votos de Donald Trump y no el boleto demócrata. En respuesta, el nominado libertario de 2016, Gary Johnson, señaló que el análisis de las encuestas nacionales muestra más votos obtenidos de Hillary Clinton. 
Después de la conclusión del Colegio Electoral en 2016, el Partido Libertario recibió un voto del colegio electoral de un elector infiel en Texas. Sin embargo, el nominado del partido para 2016, Gary Johnson, no recibió el voto. El único voto infiel fue para el excongresista republicano Ron Paul, que se había unido al Partido Libertario en 2015. Es el primer libertario en recibir un voto electoral desde 1972.

### Políticos que abandonan sus partidos por los libertarios
Después de que el presidente (entonces candidato) Donald Trump ganó las primarias republicanas de Indiana en 2016, varios funcionarios republicanos dejaron el partido y cambiaron su afiliación al partido libertario. El primero en hacerlo fue John Moore, un entonces asambleísta en Nevada. Después de la Sesión Legislativa del Estado de Nebraska de 2016, la senadora estatal Laura Ebke anunció su descontento con el Partido Republicano y anunció que se estaba registrando como libertaria. Después de eso, Mark B. Madsen, un senador estatal de Utah, cambió del Partido Republicano al Partido Libertario. De febrero a junio de 2017, tres representantes del estado de New Hampshire ( Caleb Q. Dyer, Joseph Stallcopy Brandon Phinney ) abandonaron los partidos republicano y demócrata y se unieron al partido libertario. En enero de 2018, el comisionado de tierras públicas de Nuevo México, Aubrey Dunn Jr., cambió el registro de su partido de republicano a libertario y, posteriormente, anunció que se postularía como el candidato libertario para las elecciones al Senado en Nuevo México. Dunn fue el primer libertario en una oficina estatal partidista y fue el funcionario más alto del Partido Libertario hasta que el representante de los Estados Unidos, Justin Amash, cambió su registro de partido de independiente a Libertario el 29 de abril de 2020.

## Acceso a la boleta presidencial
El Partido Libertario ha colocado a un candidato presidencial en la boleta electoral en los 50 estados, así como en DC, cinco veces. Ese nivel de acceso a la boleta electoral solo ha sido alcanzado por un candidato tercero en otras cuatro ocasiones ( John Anderson en 1980, Lenora Fulani en 1988 y Ross Perot en 1992 y 1996). Aunque el territorio de Guam no tiene votos electorales, comenzó celebrando elecciones presidenciales en 1980. El candidato presidencial del Partido Libertario apareció en la boleta electoral en Guam en todas las elecciones desde 1980 hasta 2012. Anderson y Fulani también estuvieron en la boleta electoral en Guam. 

## Posiciones políticas
Los soportes del Partido Libertario son el capitalismo laissez faire, proponiendo la abolición del estado de bienestar moderno. El partido adopta posiciones liberales en materia civil y cultural. Paul H. Rubin, profesor de derecho y economía en la Universidad de Emory, cree que, si bien los demócratas liberales generalmente buscan controlar las actividades económicas y los republicanos conservadores en general, buscan controlar las actividades de consumo, (como el comportamiento sexual, el aborto, etc.), el Partido Libertario es el partido político más grande de los Estados Unidos que defiende pocas o ninguna regulación en lo que considera cuestiones "sociales" y "económicas".

### Cuestiones económicas
La página de temas de "pobreza y bienestar" del sitio web del Partido Libertario dice que se opone a la regulación de las instituciones económicas capitalistas y aboga por desmantelar la totalidad del estado del bienestar:
Deberíamos eliminar todo el sistema de bienestar social. Esto incluye la eliminación de cupones de alimentos, viviendas subsidiadas y todo lo demás. Las personas que no pueden mantenerse completamente a sí mismas y a sus familias a través del mercado laboral deben, una vez más, aprender a confiar en organizaciones benéficas familiares, eclesiásticas, comunitarias o privadas de apoyo para cerrar la brecha. 
Según la plataforma del partido: "El único papel apropiado del gobierno en el ámbito económico es proteger los derechos de propiedad, adjudicar disputas y proporcionar un marco legal en el que se proteja el comercio voluntario" (adoptado en mayo de 2008). 
El Partido Libertario cree que las regulaciones gubernamentales en forma de leyes de salario mínimo elevan el costo de emplear trabajadores adicionales. Es por eso que los libertarios favorecen la flexibilización de las leyes de salario mínimo para que la tasa general de desempleo se pueda reducir y los trabajadores de bajos salarios, trabajadores no calificados, inmigrantes con visa y aquellos con educación o experiencia laboral limitada puedan encontrar empleo.

### Educación
El partido apoya la erradicación del sistema de escuelas públicas. La plataforma oficial del partido establece que la educación es proporcionada mejor por el mercado libre, logrando una mayor calidad, responsabilidad y eficiencia con más diversidad de opciones escolares. Al ver la educación de los niños como una responsabilidad parental, el partido otorgaría autoridad a los padres para determinar la educación de sus hijos a su costa sin interferencia gubernamental. Los libertarios han expresado que los padres deben tener el control y la responsabilidad de todos los fondos gastados en la educación de sus hijos.

### Medio ambiente
El Partido Libertario apoya un ambiente limpio y saludable y el uso sensato de los recursos naturales, creyendo que los propietarios privados y los grupos de conservación tienen un interés personal en mantener dichos recursos naturales. El partido también ha expresado que "los gobiernos, a diferencia de las empresas privadas, son responsables de los daños causados al medio ambiente y tienen un historial terrible en lo que respecta a la protección del medio ambiente". Sostiene que el medio ambiente está mejor protegido cuando los derechos individuales relacionados con los recursos naturales están claramente definidos y aplicados; también sostiene que los mercados libres y los derechos de propiedad (implícitamente sin intervención del gobierno) estimulará las innovaciones tecnológicas y los cambios de comportamiento necesarios para proteger el medio ambiente y el ecosistema porque los defensores ambientales y la presión social son los medios más efectivos para cambiar el comportamiento público.

### Políticas fiscales
El Partido Libertario se opone a toda intervención y regulación gubernamental sobre salarios, precios, alquileres, beneficios, producción y tasas de interés y aboga por la derogación de todas las leyes que prohíben o restringen la publicidad de precios, productos o servicios. La plataforma reciente del partido exige la derogación del impuesto sobre la renta, la abolición del Servicio de Impuestos Internos y todos los programas y servicios federales, como el Sistema de la Reserva Federal. El partido apoya la aprobación de una Enmienda de Presupuesto Equilibrado a la Constitución que creen que reducirá significativamente la deuda nacional, siempre que el presupuesto se equilibre, preferiblemente, recortando gastos y no aumentando los impuestos. Los libertarios son filosóficamente favorables a la banca libre, con una competencia sin restricciones entre bancos e instituciones depositarias de todo tipo. El partido también quiere detener las políticas monetarias inflacionarias y las leyes de curso legal. Si bien la parte defiende el derecho de las personas a formar corporaciones, cooperativas y otros tipos de empresas, se opone a los subsidios gubernamentales a empresas, trabajadores o cualquier otro interés especial. 

### Asistencia sanitaria
El Partido Libertario favorece un sistema de atención médica de libre mercado sin supervisión, aprobación, regulación o licencia del gobierno. Declara que "reconoce la libertad de las personas para determinar el nivel de seguro de salud que pueden pagar (si corresponde), la cantidad de atención médica que pueden pagar, los proveedores de atención que pueden pagar, los medicamentos y tratamientos que pueden usar y todos los demás aspectos de su atención médica, incluidas las muchas decisiones sobre el final de la vida que seguirán ". Apoyan la derogación de todas las pólizas de seguro social como Medicare y Medicaid y favorecen la "atención médica orientada al consumidor". El Partido Libertario ha estado abogando por la capacidad de los estadounidenses de comprar un seguro de salud a través de las fronteras estatales.

### Inmigración y acuerdos comerciales
El Partido Libertario cabildea constantemente por la eliminación de los impedimentos gubernamentales al libre comercio. Esto se debe a que su plataforma establece que "la libertad política y el escape de la tiranía exigen que los individuos no se vean irrazonablemente restringidos por el gobierno en el cruce de las fronteras políticas". Para promover la libertad económica, exigen el movimiento irrestricto de los humanos y el capital financiero a través de las fronteras nacionales. Sin embargo, el partido alienta el bloqueo de la inmigración de aquellos con antecedentes violentos o intenciones violentas.

### Trabajo
El Partido Libertario apoya la derogación de todas las leyes que impiden la capacidad de cualquier persona de encontrar empleo mientras se opone a la jubilación forzada por el gobierno y la fuerte interferencia en el proceso de negociación. El Partido Libertario apoya el derecho de las personas asociarse o no libremente en sindicatos y cree que los empleadores deberían tener el derecho de reconocer o negarse a reconocer un sindicato.

### Jubilación y Seguridad Social
El Partido Libertario cree que la planificación de la jubilación es responsabilidad del individuo, no del gobierno. Los libertarios eliminarían gradualmente el actual sistema de Seguridad Social patrocinado por el gobierno y la transición a un sistema voluntario privado. Los libertarios sienten que la fuente adecuada y más efectiva de ayuda para los pobres son los esfuerzos voluntarios de grupos privados e individuos, creyendo que los miembros de la sociedad se volverán más caritativos y la sociedad civil se fortalecerá a medida que el gobierno reduzca su actividad en ese ámbito. 

### Problemas sociales
El Partido Libertario apoya la despenalización de todos los delitos sin víctimas, incluidas las drogas, pornografía, prostitución, poligamia y juegos de azar. También apoya la eliminación de las restricciones a la homosexualidad, se opone a cualquier tipo de censura a la libertad de expresión y apoya el derecho a mantener y portar armas mientras se opone a la pena capital federal. La plataforma del Partido Libertario declara:
"El gobierno no tiene la autoridad para definir, licenciar o restringir las relaciones personales. Los adultos que consientan deben ser libres de elegir sus propias prácticas sexuales y relaciones personales". 

### Aborto
La plataforma oficial del partido Libertario declara: 
"Reconociendo que el aborto es un tema delicado y que las personas pueden tener puntos de vista de buena fe en todos los lados, creemos que el gobierno debe mantenerse al margen, dejando la pregunta a cada persona para su consideración concienzuda ". 
Entre los militantes del Partido Libertario hay opiniones muy diferentes sobre el tema, al igual que en el público en general. Algunos, como el grupo Libertarians for Life, consideran que el aborto es un acto de agresión del gobierno o de la madre contra un feto. Otros, como el grupo libertarios Pro-Choice, consideran que negarle a una mujer el derecho a elegir el aborto como un acto de agresión del gobierno contra ella.

### Crimen y pena capital
Poco antes de las elecciones de 2000, el partido lanzó un "Programa del Partido Libertario contra la Delincuencia" en el que critica los fracasos de un proyecto de ley de delincuencia ómnibus recientemente propuesto, que detalla especialmente cómo amplía la lista de crímenes capitales. Denunciando ejecuciones federales, también describen cómo la parte aumentaría y salvaguardaría los derechos de los acusados en entornos legales, así como limitaría el uso de fuerza excesiva por parte de la policía. En cambio, las leyes penales se reducirían a violaciones de los derechos de los demás a través de la fuerza o el fraude con la máxima restitución otorgada a las víctimas de los delincuentes o personas negligentes. En 2016, el partido amplió su plataforma para apoyar oficialmente la derogación de la pena capital.

### Libertad de expresión y censura
El Partido Libertario apoya la libertad de expresión sin restricciones y se opone a cualquier tipo de censura. La parte describe el tema en su sitio web: "Defendemos los derechos de las personas a la libertad de expresión sin restricciones, la libertad de prensa y el derecho de las personas a disentir del propio gobierno. [...] Nos oponemos a cualquier restricción de la libertad de expresión. discurso a través de la censura gubernamental, regulación o control de los medios de comunicación ". El partido afirma que es el único partido político en los Estados Unidos "con una posición explícita contra la censura de las comunicaciones informáticas en su plataforma".

### Reforma del gobierno
El Partido Libertario favorece los sistemas electorales que son más representativos del electorado a nivel federal, estatal y local. La plataforma del partido exige el fin de cualquier subsidio financiado por impuestos a los candidatos o partidos y la derogación de todas las leyes que restringen el financiamiento voluntario de las campañas electorales. Como partido menor, se opone a las leyes que excluyen efectivamente a candidatos y partidos alternativos, niegan el acceso a la boleta electoral a los distritos de gerrymander o niegan a los votantes su derecho a considerar todas las alternativas legítimas. Los libertarios también promueven el uso de la democracia directa a través del referéndum y el retiro de procesos.

### Problemas LGBT
El Partido Libertario aboga por la derogación de todas las leyes que controlan o prohíben la homosexualidad. Según la plataforma del Partido Libertario:
"La orientación sexual, la preferencia, el género o la identidad de género no deberían tener ningún impacto en el trato que el gobierno da a las personas, como en las leyes actuales de matrimonio, custodia de menores, adopción, inmigración o servicio militar". 
El activista gay Richard Sincere ha señalado el apoyo de larga data de los derechos de los homosexuales por parte del partido, que ha apoyado el matrimonio entre personas del mismo sexo desde que se redactó su primera plataforma en 1972 (40 años antes de que el Partido Demócrata adoptara el matrimonio entre personas del mismo sexo en su plataforma en 2012). Muchos candidatos políticos LGBT se han postulado para el cargo con el boleto del Partido Libertario y ha habido numerosos caucus LGBT en el partido, siendo los más activos en los últimos años los libertarios absolutos. Con respecto a las leyes de no discriminación que protegen a las personas LGBT, el partido está más dividido, con algunos libertarios que apoyan dichas leyes y otros que se oponen a ellas por violar la libertad de asociación. 
En 2009, el Partido Libertario de Washington alentó a los votantes a aprobar el Referéndum 71 de Washington que extendió los derechos de relación LGBT. Según la parte, retener los derechos de pareja doméstica de parejas del mismo sexo es una violación de la Cláusula de Igualdad de Protección de la Constitución. En septiembre de 2010, a la luz de la falta de derogación de la política de " No preguntes, no digas " (que prohibió a las personas abiertamente homosexuales servir en el ejército) durante la administración Obama, el Partido Libertario instó a los votantes homosexuales a que dejen de apoyar al Partido Demócrata y voten en su lugar. La política fue derogada a finales de 2010.

### Pornografía y prostitución
El Partido Libertario considera que los intentos del gobierno de controlar la obscenidad o la pornografía son "una limitación de la libertad de expresión" y se opone a cualquier intervención del gobierno para regularla. Según el expresidente del Comité Nacional Libertario, Mark Hinkle, "las leyes federales contra la obscenidad son inconstitucionales de dos maneras. Primero, porque la Constitución no le otorga al Congreso ningún poder para regular o criminalizar la obscenidad, y segundo, porque la Primera Enmienda a la Constitución de los Estados Unidos garantiza el derecho de libertad de expresión". Esto también significa que la parte apoya la legalización de la prostitución. Muchos hombres y mujeres con antecedentes en prostitución y activistas por los derechos de las trabajadoras sexuales, como Norma Jean Almodóvar y Starchild, han corrido para el cargo en el boleto del Partido Libertario o son miembros activos del partido. Norma Jean Almodóvar, ex oficial del Departamento de Policía de Los Ángeles y ex prostituta que escribió el libro From Cop to Call Girl sobre sus experiencias, obtuvo el boleto del Partido Libertario para el vicegobernador de California en 1986 y fue activamente apoyada por el partido. Mark Hinkle la describió como la "más capaz" de cualquier libertario "para generar publicidad". El Partido Libertario de Massachusetts fue una de las pocas organizaciones que apoyó una campaña de los años ochenta para derogar las leyes de prostitución.

### Derechos de la Segunda y Cuarta Enmienda
El Partido Libertario afirma el derecho de un individuo reconocido por la Segunda Enmienda a la Constitución de los Estados Unidos a mantener y portar armas y se opone al enjuiciamiento de individuos por ejercer sus derechos de legítima defensa. La parte se opone a las leyes en cualquier nivel de gobierno que exijan el registro o la restricción de la propiedad, fabricación, transferencia o venta de armas de fuego o municiones. 
La parte también afirma el derecho de un individuo a la privacidad a través de reformas que devolverían los derechos de la Cuarta Enmienda de la Declaración de Derechos de los Estados Unidos de América a los ciudadanos. A menudo esto coincide con el derecho de un ciudadano contra la vigilancia encubierta por parte del gobierno de su privacidad.

### Asuntos de política exterior
Los libertarios generalmente prefieren una actitud de respeto mutuo entre todas las naciones. Los libertarios abogan por el libre comercio para generar relaciones internacionales positivas. Los candidatos libertarios han prometido recortar la ayuda extranjera y retirar las tropas estadounidenses de Medio Oriente y otras áreas en todo el mundo. 
El Partido Libertario se opuso a la intervención militar de 2011 en Libia y el presidente de LP, Mark Hinkle, en una declaración describió la posición del Partido Libertario: 
"La decisión del presidente Barack Obama de ordenar ataques militares contra Libia es sorprendente para aquellos que realmente creen que merecía el Premio Nobel de la Paz " Ya que ordenó ataques con bombas en seis países diferentes, agregando a Libia a Afganistán, Irak, Pakistán, Somalia y Yemen".

### Estado político de Puerto Rico
Si bien el Partido Libertario no ha tomado una postura oficial sobre el estado político de Puerto Rico, sí publicó un artículo en el que Bruce Majors, el candidato del partido en 2012 para la elección de delegado de distrito del Congreso en general del Distrito de Columbia, expresó su apoyo a "poner un referéndum en la boleta electoral y dejar que los residentes decidan si les gustaría ser un estado y, por lo tanto, dar a los residentes de Washington D. C. y Puerto Rico un mayor control sobre su nivel de impuestos.

## Debates internos

### Debate sobre "radicalismo" versus "pragmatismo"
Un debate de larga data dentro del partido es uno al que los libertarios se refieren como el debate anarquista-minarquista. En 1974, los anarquistas y minarquistas dentro del partido acordaron oficialmente no tomar posición sobre si el gobierno debería existir o no y no defender ninguna opinión en particular. Este acuerdo se conoce como el Acuerdo de Dallas, que tuvo lugar en la convención de la fiesta ese año en Dallas,Texas. 
Los miembros libertarios a menudo citan la partida de Ed Crane (del Instituto Cato, un grupo de expertos libertario) como un punto clave en la historia temprana del partido. Crane (quien en la década de 1970 había sido el primer Director Ejecutivo del partido) y algunos de sus aliados renunciaron al partido en 1983 cuando sus candidatos preferidos para los escaños del comité nacional perdieron en las elecciones de la convención nacional. Otros, como Mary Ruwart, dicen que a pesar de esta aparente victoria de quienes favorecen el radicalismo, el partido se ha alejado lentamente de esos ideales durante décadas. 
A mediados de la década de 2000, grupos como el Camarón de la Reforma del Partido Libertario generalmente abogaban por revisar la plataforma del partido, eliminar o alterar la declaración de membresía y centrarse en un enfoque orientado a la política destinado a presentar el libertarismo a los votantes en lo que consideraban un "menos amenazante" conducta. LPRadicals surgió en respuesta y estuvo activo en las Convenciones Nacionales Libertarias de 2008 y 2010. En su encarnación más reciente, se fundó el Caucus Radical del Partido Libertario con el objetivo declarado de "apoyar la radicalización del LP". 
En la Convención Nacional Libertaria de 2016, el Caucus Radical respaldó a Darryl W. Perry para Presidente y Will Coley para Vicepresidente, quienes respectivamente obtuvieron el 7% y el 10% de los votos en la primera votación, ambos ocupando el cuarto lugar. Aunque no se organizó explícitamente como tal, la mayoría de los pragmáticos o moderados autoidentificados apoyaron la nominación de Gary Johnson para Presidente y William Weld para Vicepresidente. Gary Johnson y William Weld fueron nominados en la segunda votación con una mayoría limitada después de que ambos obtuvieron apenas el 50% requerido en las primeras votaciones. Después de la convención, el Caucus pragmático libertario ("LPC") se fundó y organizó con el objetivo "[t] de promover candidatos y soluciones libertarios realistas, pragmáticos y prácticos". LPC apoyó a Nicholas Sarwark en su exitosa candidatura para la reelección como Presidente del comité nacional del partido en la convención de 2018 en Nueva Orleans.

### Revisión de plataforma
En el año 1999 un grupo de trabajo de los principales activistas del Partido Libertario propuso reformular y retirar la plataforma para servir como guía para proyectos legislativos (su principal objetivo hasta ese punto) y crear una serie de plataformas personalizadas sobre temas actuales para diferentes propósitos, incluyendo las necesidades del creciente número de libertarios en el cargo. La propuesta se incorporó en un nuevo plan estratégico para todo el partido y un comité conjunto de plataforma y programa propuso una plataforma de proyecto reformulada que aisló puntos de discusión sobre temas, principios y soluciones, así como una serie de proyectos para la adaptación. Esta plataforma, junto con un breve resumen para los puntos de discusión, fue aprobada en 2004. La confusión surgió cuando antes de la convención de 2006 hubo un impulso para derogar o reescribir sustancialmente la Plataforma, Su agenda fue parcialmente exitosa en que la plataforma actual se acortó mucho (pasando de 61 a 15 tablas - 11 tablas nuevas y 4 retenidas de la plataforma anterior) sobre la anterior. 
Los miembros difieren en cuanto a las razones por las cuales los cambios fueron más drásticos que cualquier acción de plataforma en convenciones anteriores. Algunos delegados votaron por los cambios para que el partido pudiera atraer a un público más amplio, mientras que otros simplemente pensaron que todo el documento necesitaba una revisión. También se señaló que el texto de la plataforma existente no se proporcionó a los delegados, por lo que muchos se mostraron reacios a votar para conservar los tablones cuando no se proporcionó el idioma existente para su revisión.
No todos los miembros del partido aprobaron los cambios, algunos creen que son un revés para el libertarismo y un abandono de lo que ven como el propósito más importante del Partido Libertario.
En la Convención Nacional Libertaria de 2008, los cambios fueron aún más lejos con la aprobación de una plataforma completamente renovada. Gran parte de la nueva plataforma recicla el lenguaje de las plataformas pre-milenarias. Si bien los tablones fueron renombrados, la mayoría de las ideas de direcciones se encontraron en plataformas anteriores y no duran más de tres o cuatro oraciones.[cita requerida]

## Resultados electorales

### Elecciones presidenciales
|  | 0,1 % |

|  | 0,2 % |

|  | 1,1 % |

|  | 0,3 % |

|  | 0,5 % |

|  | 0,3 % |

|  | 0,5 % |

|  | 0,4 % |

|  | 0,3 % |

|  | 0,4 % |

|  | 1,0 % |

|  | 3,29 % |

|  | 1,18 % |

|  | 0,4 % |

### Congreso

#### Senado
| Año  | Votos populares | Porcentaje | Número de escaños |
| ---- | --------------- | ---------- | ----------------- |
| 1972 | N / A           | 0.00%      | 0 0               |
| 1974 | N / A           | 0.00%      | 0 0               |
| 1976 | 78,588          | 0,13%      | 0 0               |
| 1978 | 25,071          | 0,09%      | 0 0               |
| 1980 | 401,077         | 0,67%      | 0 0               |
| 1982 | 314,955         | 0,61%      | 0 0               |
| 1984 | 160,798         | 0,35%      | 0 0               |
| 1986 | 104,338         | 0.21%      | 0 0               |
| 1988 | 268,053         | 0,40%      | 0 0               |
| 1990 | 142,003         | 0,41%      | 0 0               |
| 1992 | 986,617         | 1,40%      | 0 0               |
| 1994 | 666,183         | 1,16%      | 0 0               |
| 1996 | 362,208         | 0,74%      | 0 0               |
| 1998 | 419,452         | 0,78%      | 0 0               |
| 2000 | 1,036,684       | 1,33%      | 0 0               |
| 2002 | 724,969         | 1,74%      | 0 0               |
| 2004 | 754,861         | 0,86%      | 0 0               |
| 2006 | 612,732         | 1,01%      | 0 0               |
| 2008 | 798,154         | 1,23%      | 0 0               |
| 2010 | 755,812         | 1,14%      | 0 0               |
| 2012 | 956,745         | 1,02%      | 0 0               |
| 2014 | 870,781         | 1,98%      | 0 0               |
| 2016 | 1,788,112       | 1,85%      | 0 0               |
| 2018 | 570,045         | 0,70%      | 0 0               |
| 2020 |                 |            | 0 0               |
| 2022 |                 |            | 0 0               |
| 2024 |                 |            | 0 0               |

#### Cámara de Representantes
| Año  | Votos populares | Porcentaje | Número de escaños |
| ---- | --------------- | ---------- | ----------------- |
| 1972 | 2,028           | 0.00%      | 0 0               |
| 1974 | 3,099           | 0,01%      | 0 0               |
| 1976 | 71,791          | 0,10%      | 0 0               |
| 1978 | 64,310          | 0,12%      | 0 0               |
| 1980 | 568,131         | 0,73%      | 0 0               |
| 1982 | 462,767         | 0,72%      | 0 0               |
| 1984 | 275,865         | 0,33%      | 0 0               |
| 1986 | 121,076         | 0,20%      | 0 0               |
| 1988 | 445,708         | 0,55%      | 0 0               |
| 1990 | 374,500         | 0,60%      | 0 0               |
| 1992 | 848,614         | 0,87%      | 0 0               |
| 1994 | 415,944         | 0,59%      | 0 0               |
| 1996 | 651,448         | 0,72%      | 0 0               |
| 1998 | 880,024         | 1,32%      | 0 0               |
| 2000 | 1,610,292       | 1,63%      | 0 0               |
| 2002 | 1,030,171       | 1,38%      | 0 0               |
| 2004 | 1,040,465       | 0,92%      | 0 0               |
| 2006 | 657,435         | 0,81%      | 0 0               |
| 2008 | 1,083,096       | 0,88%      | 0 0               |
| 2010 | 1,002,511       | 1,16%      | 0 0               |
| 2012 | 1,350,712       | 1,10%      | 0 0               |
| 2014 | 954,077         | 1,21%      | 0 0               |
| 2016 | 1,660,923       | 1,28%      | 0 0               |
| 2018 | 758,492         | 0,67%      | 0 (1)             |
| 2020 |                 |            | 0 0               |
| 2022 |                 |            | 0 0               |
| 2024 |                 |            | 0 0               |